# Metal Church
Metal Church is een heavymetalband uit het Amerikaanse Seattle.

## Geschiedenis
Mtal Church werd opgericht door gitarist Kurdt Vanderhoof. Op de eerste twee albums was David Wayne de zanger. Hij werd vervangen door Mike Howe, die drie albums met de band maakte. Mike Howe werd op zijn beurt weer vervangen door David Wayne. David werd na een live-album en een nieuw studio-album vervangen door Ronny Munroe.
Op 10 mei 2005 overleed David Wayne aan de gevolgen van een auto-ongeluk. Op 4 juni 2005 speelde band alweer op het metalfestival Wâldrock in Bergum.
Op 7 juli 2009 liet de band op eigen website weten ermee te stoppen. Sinds 2012 was de band weer actief.
Zanger Mike Howe overleed in juli 2021 op 55-jarige leeftijd als gevolg van zelfdoding. Op 2 februari 2023 kondigde de band Marc Lopes aan als hun nieuwe leadzanger. In mei 2023 overleed Kirk Arrington op 61-jarige leeftijd na een ziekbed.

## Bandleden
- Marc Lopes - Zang
- Kurdt Vanderhoof - Gitaar
- Rick van Zandt - Gitaar
- Steve Unger - Basgitaar
- Stet Howland - Drums

## Voormalige bandleden
- David Wayne - Zang
- Craig Wells - Gitaar
- John Marshall - Gitaar
- Duke Erickson - Basgitaar
- Kirk Arrington - Drums
- Jay Reynolds - gitaar
- Ronny Munro - Zang
- Jeff Plate - Drums
- Mike Howe - Zang

## Discografie
- Metal Church - 1984
- The Dark - 1986
- Blessing In Disguise - 1989
- The Human Factor - 1991
- Hanging In The Balance - 1993
- Live - 1998
- Masterpeace - 1999
- The Weight Of The World - 2004
- A Light In The Dark - 2006
- This Present Wasteland - 2008
- Generation Nothing - 2013
- XI - 2016
- Classic Live - 2017
- Damned If You Do - 2018
- From The Vault - 2020
- Congregation of Annihilation - 2023